# Faversham Town FC
Faversham Town FC (celým názvem: Faversham Town Football Club) je anglický fotbalový klub, který sídlí ve městě Faversham v nemetropolitním hrabství Kent. Založen byl v roce 1884. Od sezóny 2018/19 hraje v Isthmian League South East Division (8. nejvyšší soutěž). Klubové barvy jsou černá a bílá.
Své domácí zápasy odehrává na stadionu Salters Lane s kapacitou 2 000 diváků.

## Úspěchy v domácích pohárech
Zdroj: 
- FA Cup
  - 3. předkolo: 2016/17
- FA Trophy
  - 2. předkolo: 2011/12
- FA Vase
  - 3. kolo: 1991/92

## Umístění v jednotlivých sezonách
Stručný přehled
Zdroj: 
- 1949–1959: Kent Football League (Division One)
- 1959–1964: Aetolian League (Division One)
- 1966–1968: Kent Premier League
- 1968–1971: Kent Football League
- 1971–1973: Metropolitan-London League (Division One)
- 1973–1976: Athenian League (Division Two)
- 1976–1978: Kent Football League
- 1978–1998: Kent Football League (Division One)
- 1998–2003: Kent Football League (Premier Division)
- 2005–2006: Kent County League (Premier Division)
- 2006–2010: Kent Football League (Premier Division)
- 2010–2018: Isthmian League (Division One South)
- 2018– : Isthmian League (South East Division)

Jednotlivé ročníky
Zdroj: 
Legenda: Z - zápasy, V - výhry, R - remízy, P - porážky, VG - vstřelené góly, OG - obdržené góly, +/- - rozdíl skóre, B - body, červené podbarvení - sestup, zelené podbarvení - postup, fialové podbarvení - reorganizace, změna skupiny či soutěže
| Sezóny  | Liga                                    | Úroveň | Z  | V  | R  | P  | VG  | OG | +/- | B  | Pozice |
| ------- | --------------------------------------- | ------ | -- | -- | -- | -- | --- | -- | --- | -- | ------ |
| 2009/10 | Kent Football League (Premier Division) | 9      | 30 | 24 | 2  | 4  | 79  | 23 | +56 | 74 | 1.     |
| 2010/11 | Isthmian League (Division One South)    | 8      | 42 | 15 | 16 | 11 | 56  | 48 | +8  | 61 | 8.     |
| 2011/12 | Isthmian League (Division One South)    | 8      | 40 | 10 | 10 | 20 | 43  | 67 | -24 | 40 | 17.    |
| 2012/13 | Isthmian League (Division One South)    | 8      | 42 | 22 | 11 | 9  | 74  | 57 | +17 | 77 | 3.     |
| 2013/14 | Isthmian League (Division One South)    | 8      | 46 | 18 | 14 | 14 | 78  | 69 | +9  | 68 | 10.    |
| 2014/15 | Isthmian League (Division One South)    | 8      | 46 | 30 | 7  | 9  | 111 | 52 | +59 | 97 | 3.     |
| 2015/16 | Isthmian League (Division One South)    | 8      | 46 | 25 | 8  | 13 | 76  | 45 | +31 | 83 | 5.     |
| 2016/17 | Isthmian League (Division One South)    | 8      | 46 | 22 | 8  | 16 | 89  | 58 | +31 | 74 | 10.    |
| 2017/18 | Isthmian League (Division One South)    | 8      | 46 | 13 | 9  | 24 | 61  | 73 | -12 | 48 | 19.    |
| 2018/19 | Isthmian League (South East Division)   | 8      | 38 |    |    |    |     |    |     |    |        |